# Jungle XXI
Jungle XXI je osmé studiové album české hudební skupiny Traktor. Bylo vydáno 15. listopadu 2024.

## Podrobnosti
Název alba má, dle členů kapely, označovat psychopatickou realitu a neduhy 21. století.
Ze strany kapely byl záměr, aby album znělo dřevnatě, přirozeně a nikterak chemicky.
Textová složka je opět vážnější než na minulém albovém počinu. Dle vyjádření bubeníka Pavla Balka je to předurčeno věkem muzikantů. Leitmotivem desky je naděje a víra v pozitivní obrat dění.
Práce na albu začaly na počátku roku 2024.

## Přijetí
Jaroslav Špulák za server novinky.cz v recenzi na album uvedl, že „jde o dílo velmi propracované a vyrovnané, které ačkoliv prvotně působí, že mu chybí nosné melodie, začne své skvosty odhalovat po více posleších.“ V recenzi na serveru Metal-Line bylo album označeno jako „překročení vlastního stínu, uvolněné a pohodové“.

## Videoklipy
K propagaci alba vznikl videoklip k titulní skladbě a písni Osudová.  

## Seznam skladeb
Autor textů Martin Kapek, autor hudby Traktor.
| Pořadí         | Název          | Autor          | Délka |
| -------------- | -------------- | -------------- | ----- |
| 1.             | Jungle XXI     |                | 5:04  |
| 2.             | Outsider       |                | 5:43  |
| 3.             | Osudová        |                | 4:44  |
| 4.             | Soudný den     |                | 3:58  |
| 5.             | Katakomby II   |                | 4:36  |
| 6.             | Sirény         |                | 4:20  |
| 7.             | Siluety        |                | 5:18  |
| 8.             | Vivat festival |                | 4:17  |
| 9.             | Kolotoč snů    |                | 3:51  |
| 10.            | Mancinella     |                | 3:27  |
| 11.            | Epilog         |                | 4:01  |
| 12.            | Jungle XXI     |                | 5:12  |
| Celková délka: | Celková délka: | Celková délka: | 54:35 |

## Obsazení
- Martin Kapek – zpěv
- Standa Balko – kytara
- Petr Bartošek – klávesy
- Karel Ferda – basová kytara
- Pavel Balko – bicí